# Martín Herrera
Martín Horacio Herrera (Río Cuarto, 13 settembre 1970) è un ex calciatore argentino, di ruolo portiere.